# Zarra
|  | Aquest article tracta sobre el municipi. Vegeu-ne altres significats a «Telmo Zarraonaindía». |

Zarra és un municipi del País Valencià situat a la comarca de la Vall de Cofrents.
Entre els segles xviii i xix tingué indústria manufacturera, i és tradicional la fabricació de forques, bastons i altres instruments de fusta, especialment la de lledoner. La seua economia, però, es basa en l'agricultura tant de regadiu com de secà. També és important l'aportació de la ramaderia i la de l'apicultura.

## Geografia
El relleu és abrupte i muntanyós, especialment en la part central del terme, on a banda i banda del riu Zarra s'alcen les serres de Atalayas (982 msnm) i del Puntal (887 m.). En la part occidental s'hi troben diverses planes que recorden ja les planícies manxegues, mentre que en el costat oposat, a l'altura de la capital municipal, la vall del riu s'eixampla i dona lloc a alguns horts que es reguen amb l'aigua que la Séquia Mare extrau per l'assut dels Molins i que després regarà una major extensió en el terme de Teresa de Cofrents.
El terme municipal de Zarra limita amb els d'Aiora, Xarafull i Teresa de Cofrents, totes elles de la comarca de la Vall de Cofrents.
La vegetació clímax correspon a l'alzinar, però amb prou faenes queden algunes carrasques en la seua part més occidental. En les muntanyes hi ha pins, savines, romanís i argelagues, si bé la desforestació és bastant acusada. El clima és de tipus mediterrani.
Des de València, s'accedix al municipi a través de l'A-3, prenent després la N-330 i posteriorment la CV-445.

## Història
Són escasses les dades sobre el poblament antic del terme municipal, i són vagues totes les notícies que es coneixen. No obstant això, en la Cova Valle existixen restes prehistòriques, possiblement del Neolític, segons es deduïx de la troballa de mitja punta de fletxa de sílex. També hi ha notícia, segons Sarthou Carreres, del descobriment de diverses làpides romanes i àrabs en el seu territori.
L'etimologia del topònim Zarra és amb molta probabilitat d'origen basc (topònim procedent de la repoblació castellanoaragonesa de cristians vells) i significaria "antic" en contraposició amb el topònim Zara d'origen àrab que haguera sigut l'evolució d'Al-Zahara i significaria "La flor". La primera governació de la vall després de la Reconquesta es va establir a Zarra, va ser la població on es van establir els primers cristians vells arribats de Castella, Navarra i Aragó. Zarra també s'interpreta a partir del llatí SERRA i apareix en llatí medieval com Serra, Açarra, Zarra i Sarra.

Té el seu origen en el castell musulmà que Jaume I va conquerir i va donar a Castella en virtut del Tractat d'Almizra, per a passar definitivament al Regne de València el 1281. El senyoriu del lloc van mantindre'l, des de mitjan segle xiv, els ducs de Gandia. Zarra va ser lloc de moriscos de la parròquia de Xarafull fins al 1535, any en què se'n va separar. El municipi va resultar molt afectat per l'expulsió dels sarraïns, ja que comptava amb 240 focs el 1609; de la qual es va recuperar lentament. En el període 1822-1833 va formar part de l'efímera província de Xàtiva en virtut de la divisió provincial que van fer les Corts de Cadis.

## Economia
La seua economia és bàsicament agrària. La superfície conreada suposa el 24,5% de la total del terme. Dins del regadiu trobem bresquilles, pomes, figues, cireres, així com dacsa, alfals i hortalisses. En les riberes de les séquies i en algunes partions dels camps creix amb profusió el lledoner, que és emprat per a la fabricació de forques i garrots per una reduïda indústria local. En secà es troben cereals, ametlers i la vinya; la resta queda en guaret. El sector ramader compta amb caps de bestiar llanar, algunes granges avícoles i de porcí, i més de 200 ruscs. La indústria es reduïx a un taller de tipus familiar, on es fabriquen forques i garrots, ja que ha desaparegut la indústria manufacturera que existia durant els segles xviii i xix.
El 29 de gener de 2010 Zarra es postulà com a candidat per allotjar el Magatzem Temporal Centralitzat (MTC) per residus radioactius que es planteja construir per donar servici a tot l'Estat espanyol. Pocs mesos més tard el govern de la Generalitat Valenciana feu públic el seu temor que es decidira ubicar-hi el MTC, descartant altres candidatures com Ascó.

## Demografia
| 516 | 462 | 442 | 438 | 416 | 424 | 400 | 442 | 492 | 547 | 484 |

## Política i govern

### Composició de la Corporació Municipal
El Ple de l'Ajuntament està format per 7 regidors. En les eleccions municipals de 26 de maig de 2019 foren elegits 4 regidors del Partit Socialista del País Valencià (PSPV), 2 de l'agrupació d'electors Unidos por Zarra (UPZ) i 1 del Partit Popular (PP).
| Eleccions municipals de 26 de maig de 2019 - Zarra                                                                |                                          |                                     |                                     |      |          |          |
| Candidatura | Candidatura                              | Candidatura                         | Cap de llista                       | Vots | Vots     | Regidors |
| | Partit Socialista del País Valencià-PSOE |                                     | Ángel Pérez Boluda                  | 141  | 54,65%   | 4 (+3)   |
| | Unidos por Zarra                         |                                     | Juan Escudero Carmona               | 79   | 30,62%   | 2 (+2)   |
| | Partit Popular                           |                                     | Emiliano Rubio Rubio                | 37   | 14,34%   | 1 (-1)   |
| | Altres candidatures                      |                                     |                                     |      |          | 0 ( -4)  |
| | Vots en blanc                            |                                     |                                     | 1    | 0,39%    |          |
| Total vots vàlids i regidors                                                                                      | Total vots vàlids i regidors             | Total vots vàlids i regidors        | Total vots vàlids i regidors        | 258  | 100 %    | 7        |
| | Vots nuls                                | Vots nuls                           | Vots nuls                           | 0    | 0%       |          |
| Participació (vots vàlids més nuls)                                                                               | Participació (vots vàlids més nuls)      | Participació (vots vàlids més nuls) | Participació (vots vàlids més nuls) | 258  | 85,15%** |          |
| Abstenció | Abstenció                                | Abstenció                           | Abstenció                           | 45*  | 14,85%** |          |
| Total cens electoral                                                                                              | Total cens electoral                     | Total cens electoral                | Total cens electoral                | 303* | 100 %**  |          |
| Alcalde: Ángel Pérez Boluda (PSPV) (15/06/2019) Per majoria absoluta dels vots dels regidors                      |                                          |                                     |                                     |      |          |          |
| Fonts: JEC, JEZ Requena, Periòdic Ara. (* No són vots sinó electors. ** Percentatge respecte del cens electoral.) |                                          |                                     |                                     |      |          |          |

### Alcaldia
Des de 2018 l'alcalde de Zarra és Ángel Pérez Boluda, primerament per l'Agrupación de Electores por Zarra (AEPZ), i des de 2019 pel Partit Socialista del País Valencià (PSPV).
| Període                       | Alcalde o alcaldessa                       | Partit polític | Data de possessió     | Observacions |
| ----------------------------- | ------------------------------------------ | -------------- | --------------------- | ------------ |
| 1979–1983                     | Juan José Rubio Navarro                    | PSPV-PSOE      | 19/04/1979            | --           |
| 1983–1987                     | Juan José Rubio Navarro                    | PSPV-PSOE      | 28/05/1983            | --           |
| 1987–1991                     | Juan José Rubio Navarro                    | PSPV-PSOE      | 30/06/1987            | --           |
| 1991–1995                     | Juan José Rubio Navarro                    | PSPV-PSOE      | 15/06/1991            | --           |
| 1995–1999                     | Juan José Rubio Navarro                    | PSPV-PSOE      | 17/06/1995            | --           |
| 1999–2003                     | Juan José Rubio Navarro                    | PSPV-PSOE      | 03/07/1999            | --           |
| 2003–2007                     | Juan José Rubio Navarro                    | PSPV-PSOE      | 14/06/2003            | --           |
| 2007–2011                     | Juan José Rubio Navarro                    | AEPZ           | 16/06/2007            | --           |
| 2011–2015                     | Juan José Rubio Navarro                    | AEPZ           | 11/06/2011            | --           |
| 2015–2019                     | Juan José Rubio Navarro Ángel Pérez Boluda | AEPZ           | 13/06/2015 15/03/2018 | Renúncia --  |
| 2019-2023                     | Ángel Pérez Boluda                         | PSPV-PSOE      | 15/06/2019            | --           |
| Des de 2023                   | n/d                                        | n/d            | 17/06/2023            | --           |
| Fonts: Generalitat Valenciana |                                            |                |                       |              |

## Llocs d'interés
- Església de Santa Anna del segle xviii.